# Lithostege fitzgeraldi
Lithostege fitzgeraldi là một loài bướm đêm trong họ Geometridae.